# دریاچه رتبا
دریاچه رتبا (انگلیسی: Lake Retba) یا دریاچهٔ صورتی، دریاچه‌ای است در شمال شبه‌جزیره کیپ-ورت کشور سنگال در آفریقا. این دریاچه در حدود ۳۰ کیلومتری شمال شرقی داکار، پایتخت سنگال قرار دارد. رنگ آب این دریاچه به دلیل وجود ریز جلبک نمک‌دوست دونالیلا سالینا به رنگ صورتی است. جلبک‌ها به منظور تلاش برای جذب نور، یک رنگدانهٔ قرمز تولید می‌کنند که انرژی لازم برای تولید آدنوزین تری‌فسفات را فراهم می‌سازد. این رنگ به ویژه در فصول خشک سال (از نوامبر تا ژوئن) به خوبی قابل مشاهده است و این در حالی است که در فصول بارندگی (ژوئیه تا اکتبر) میزان رنگ صورتی فروکش می‌نماید. میزان شوری این دریاچه در برخی نقاط تا ۴۰٪ هم می‌رسد. تا پیش از آنکه رالی داکار در سال ۲۰۰۹ به آمریکای جنوبی انتقال یابد، دریاچهٔ رتبا غالباً نقطهٔ پایانی رالی داکار محسوب می‌گردید. این دریاچه همچنین به عنوان میراث جهانی یونسکو نیز مورد توجه این سازمان است.
دریاچهٔ رتبا در عین‌حال به دلیل داشتن میزان نمک بسیار زیاد نیز شهره است. در برخی مناطق میزان شوری تا ۴۰٪ نیز می‌رسد که به‌طور عمده به سبب ورود آب دریا و تبخیر شدن بلافاصله و متعاقب آن است. غلظت نمک این دریاچه به اندازه‌ای است که همانند دریای مرده می‌توان بر روی آب دریاچه به صورت شناوری و ثابت قرار گرفت. روزانه بالغ بر ۳۰۰۰ نفر زن و مرد با حدود ۶ تا ۷ ساعت کار مداوم به جمع‌آوری نمک دریاچه برای صادرات می‌پردازند. این افراد برای جلوگیری از هرگونه آسیب پوستی، از روغن درخت روغن قلم استفاده می‌کنند.

## نگارخانه

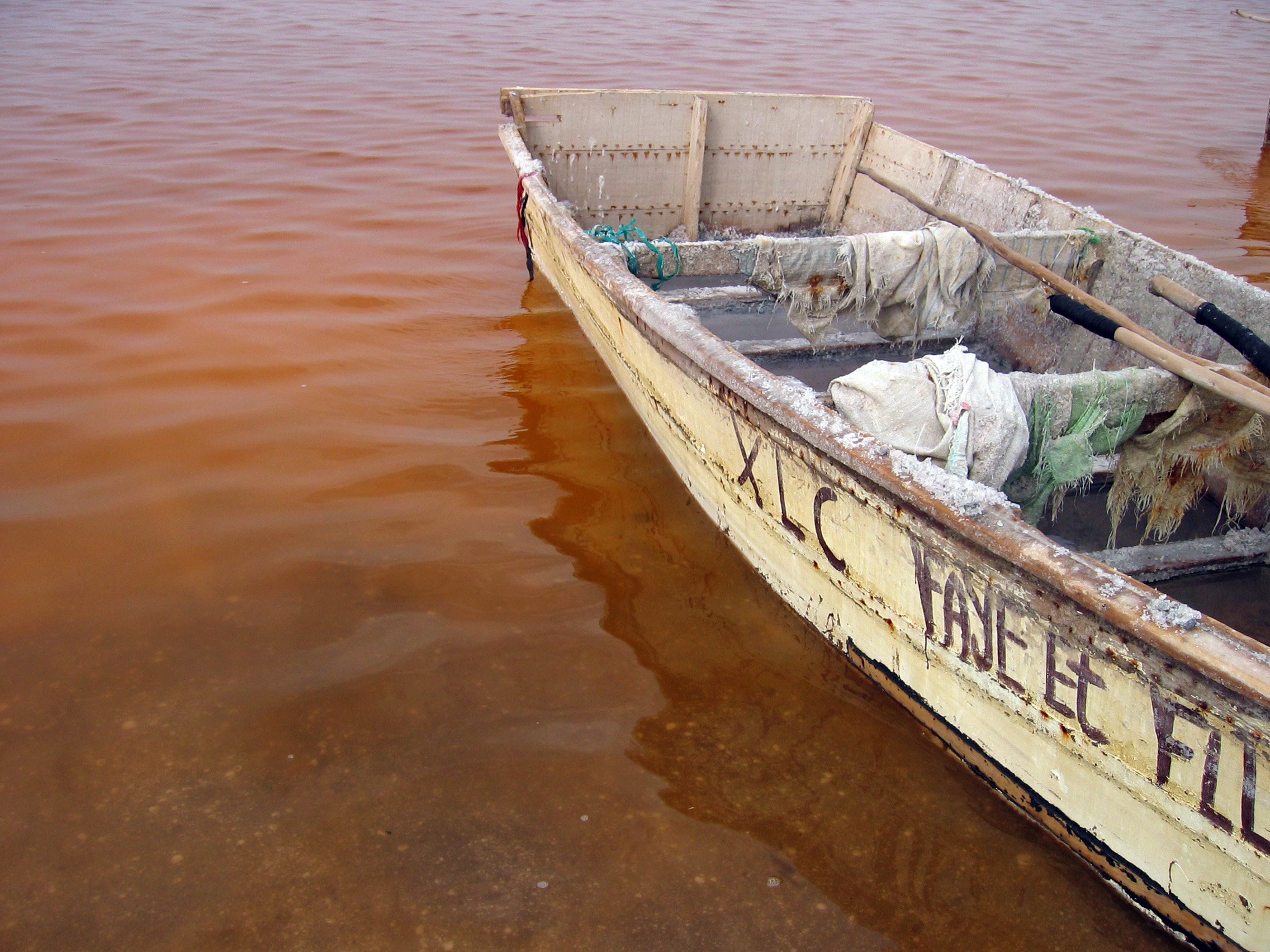
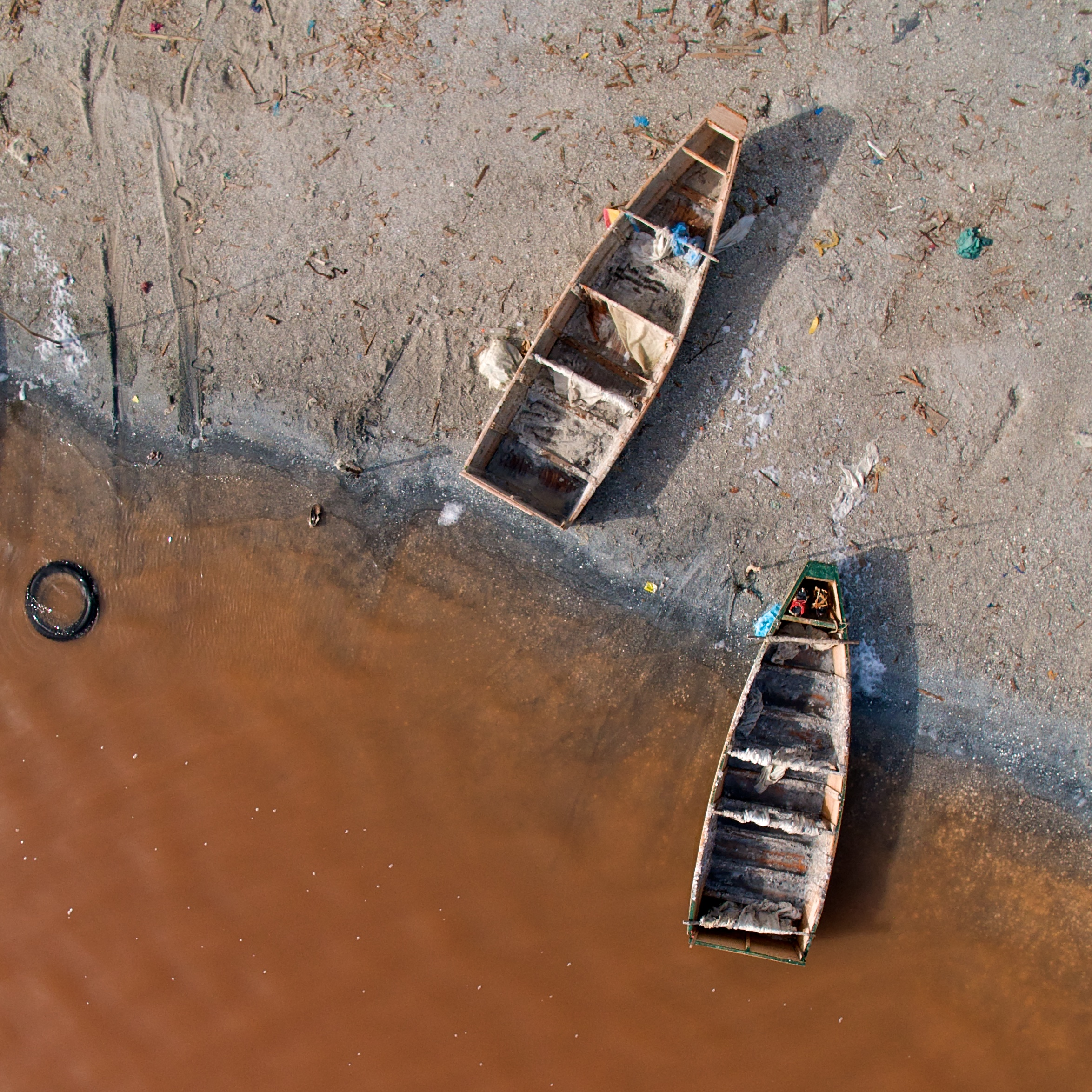
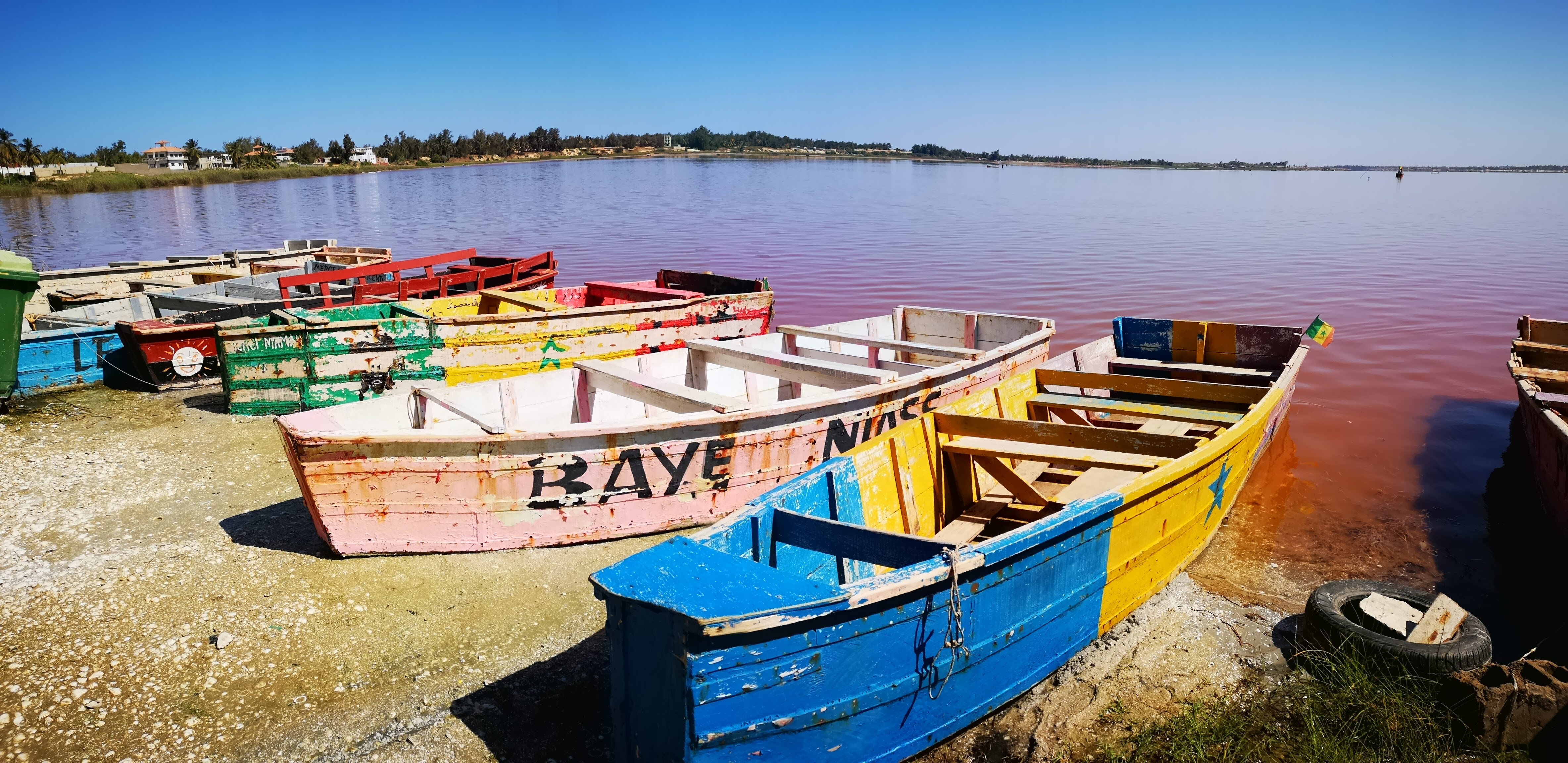
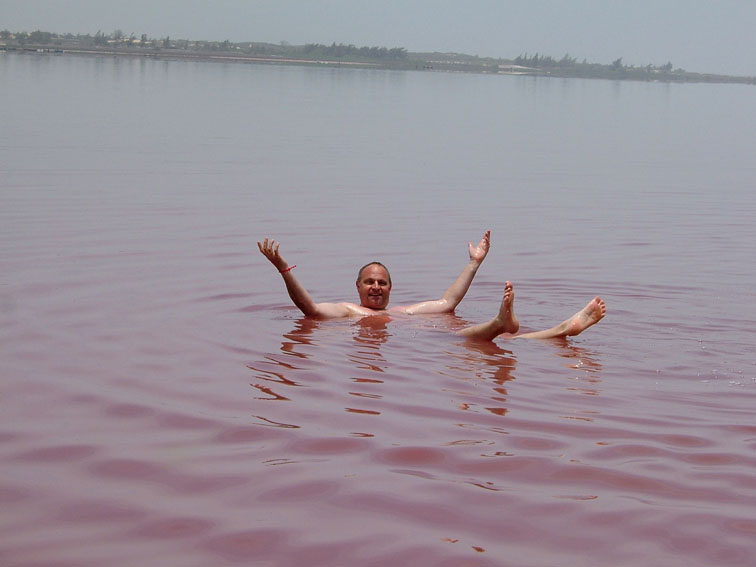
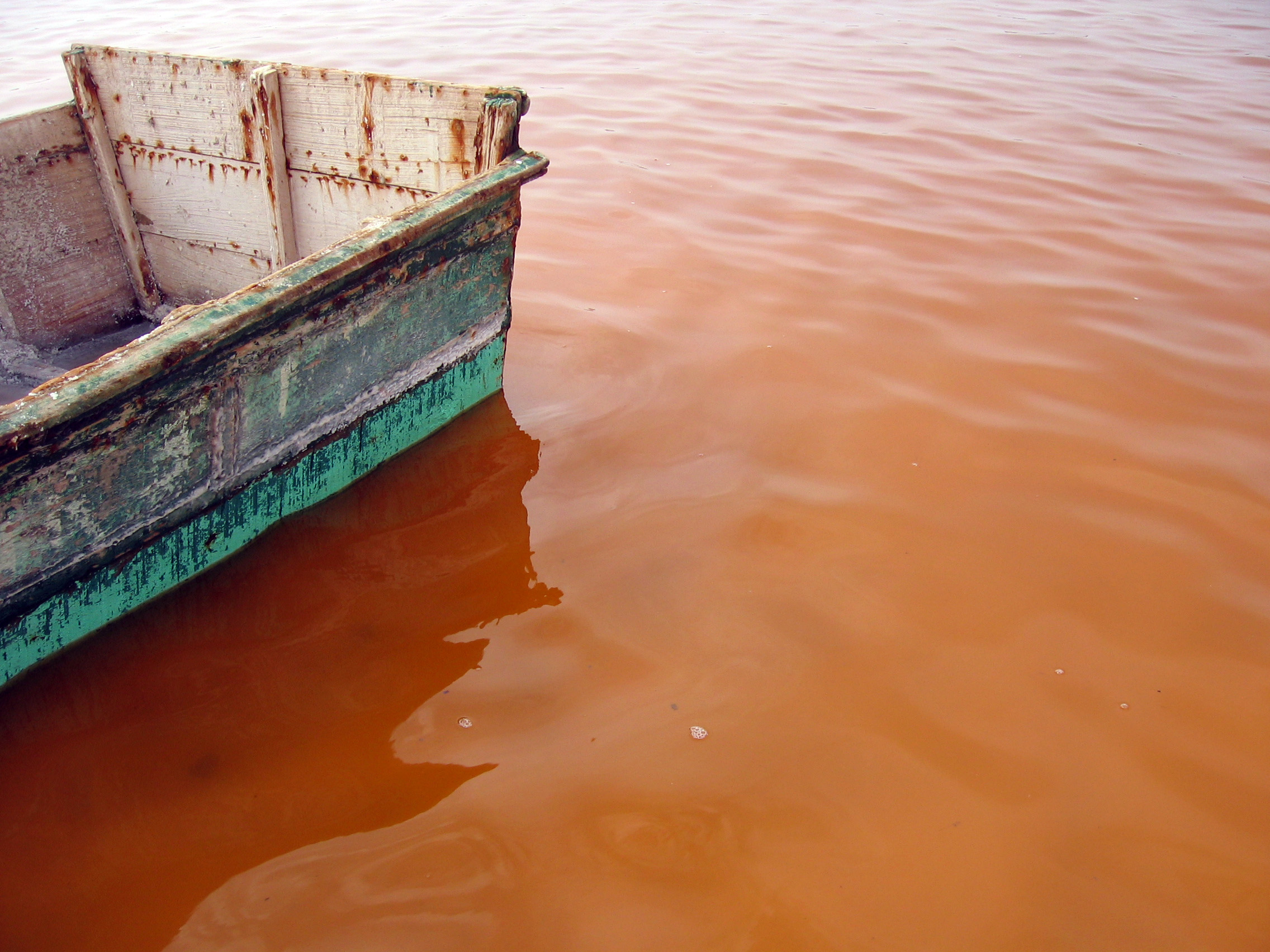
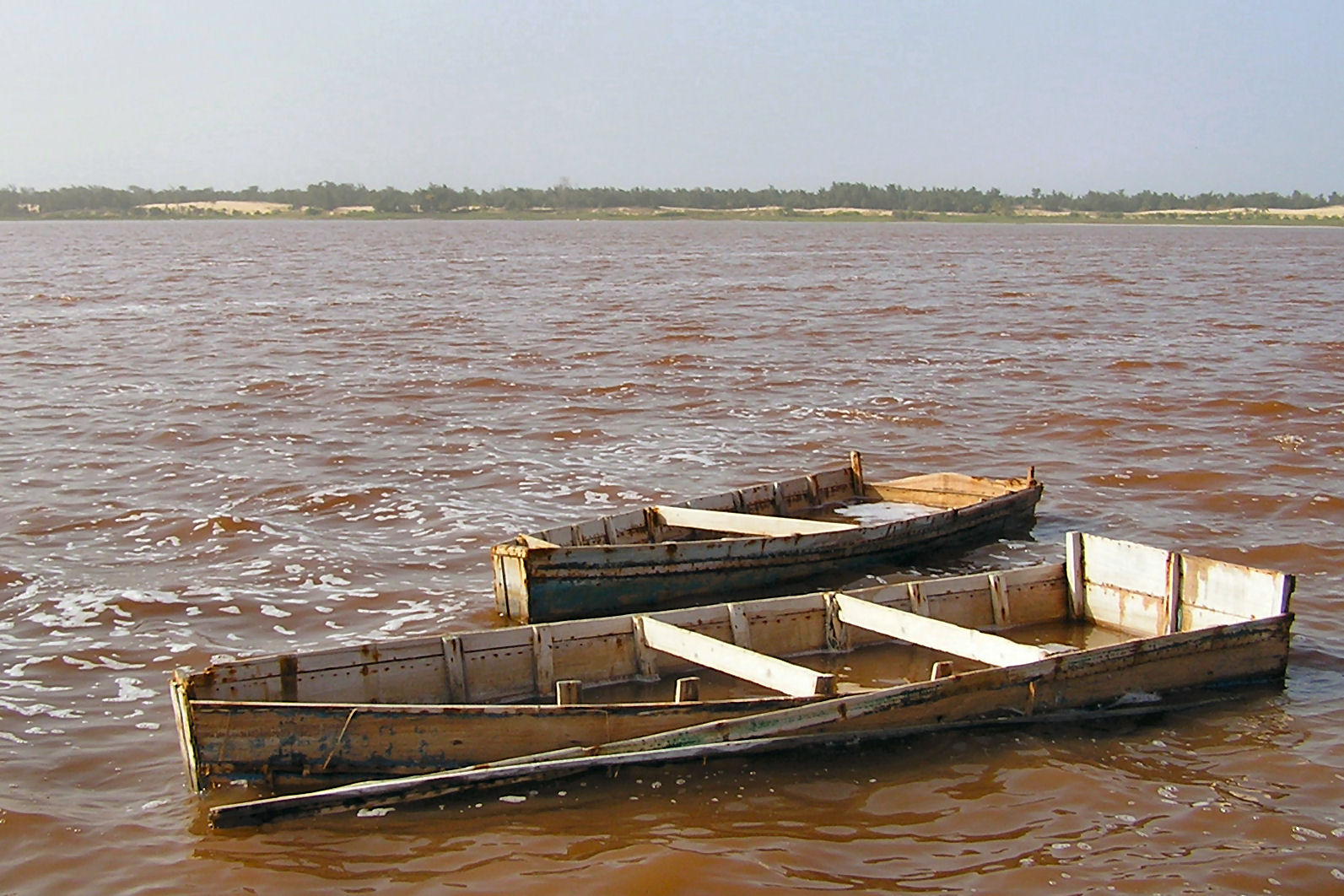
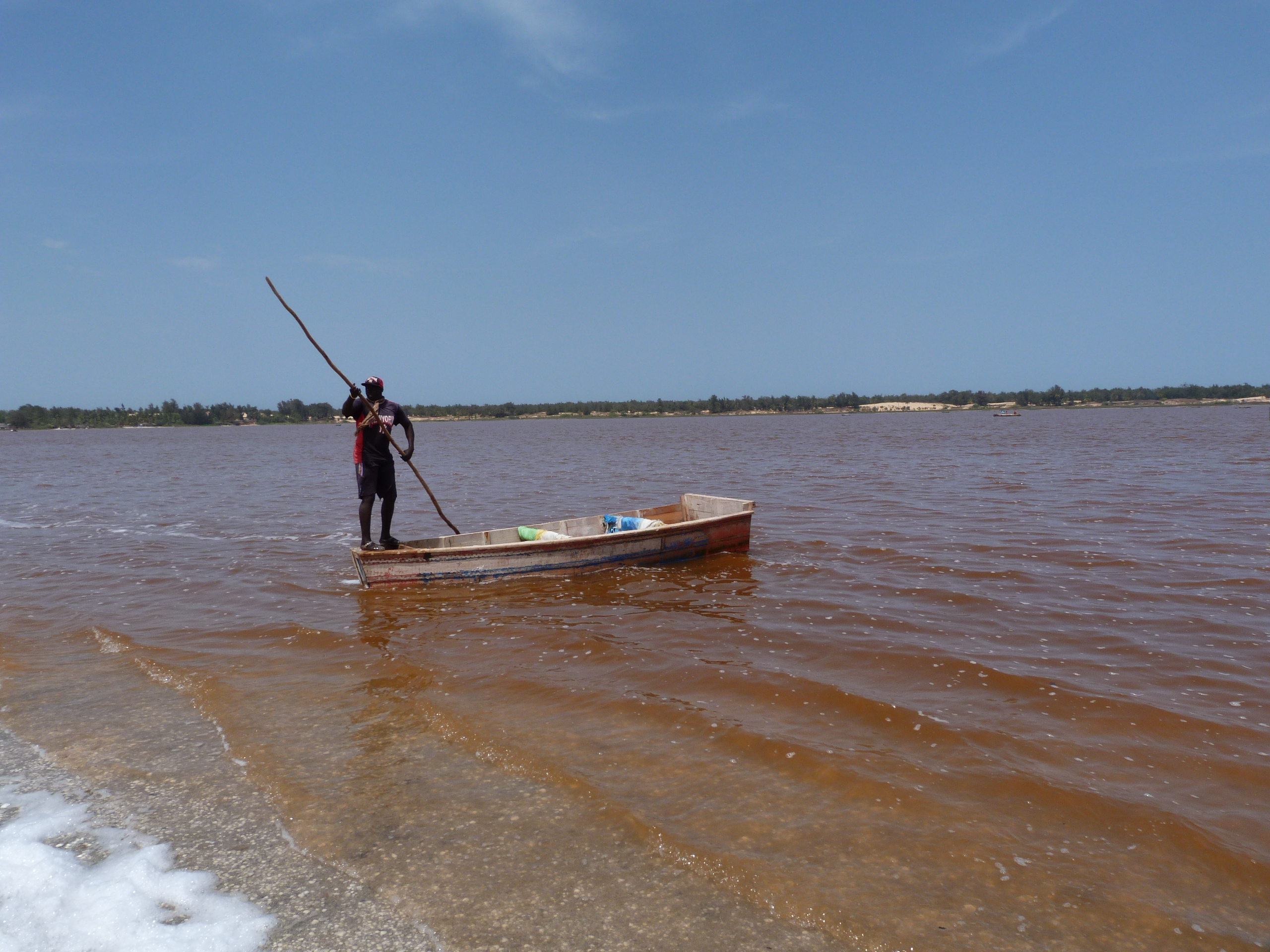
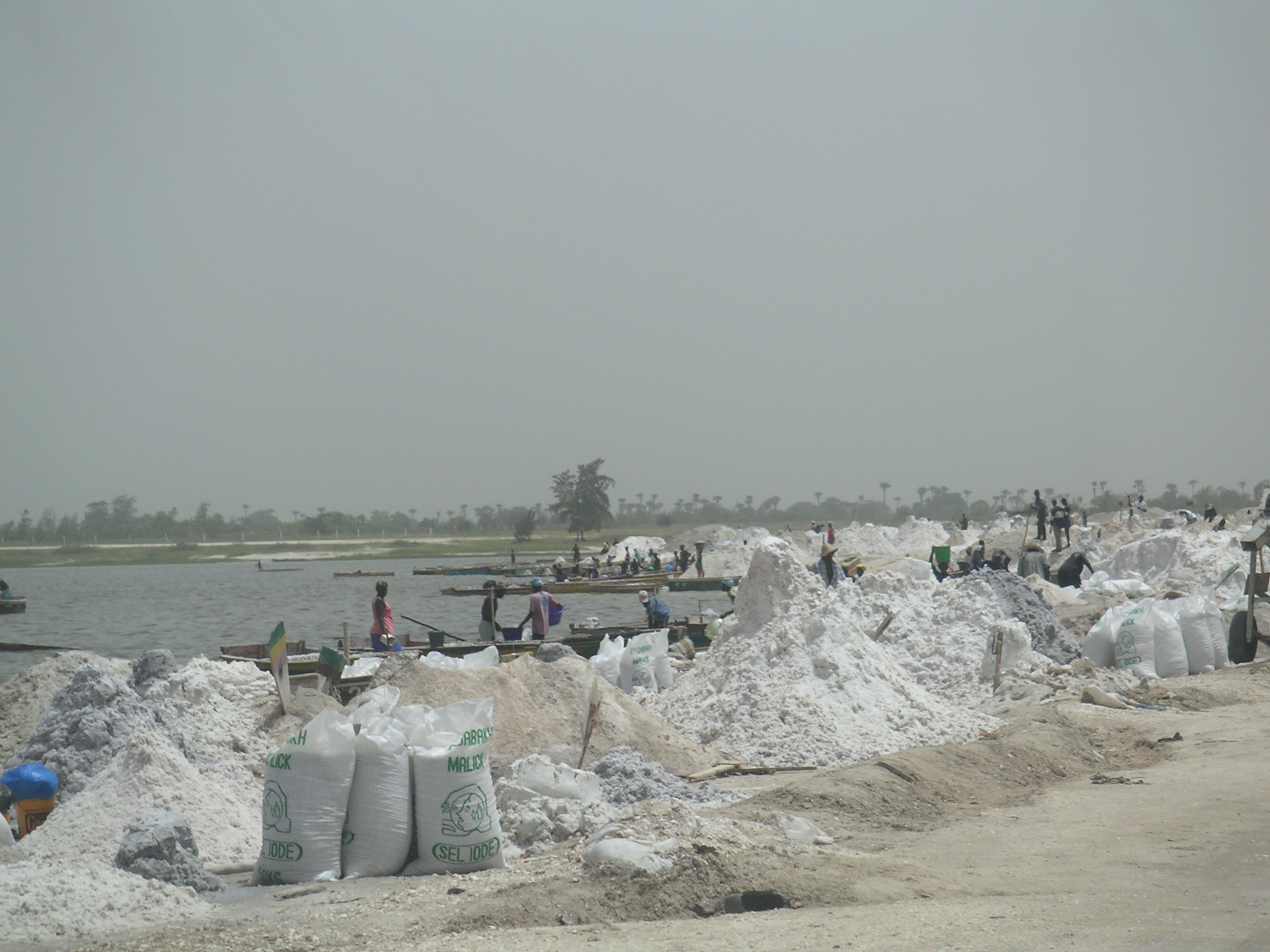
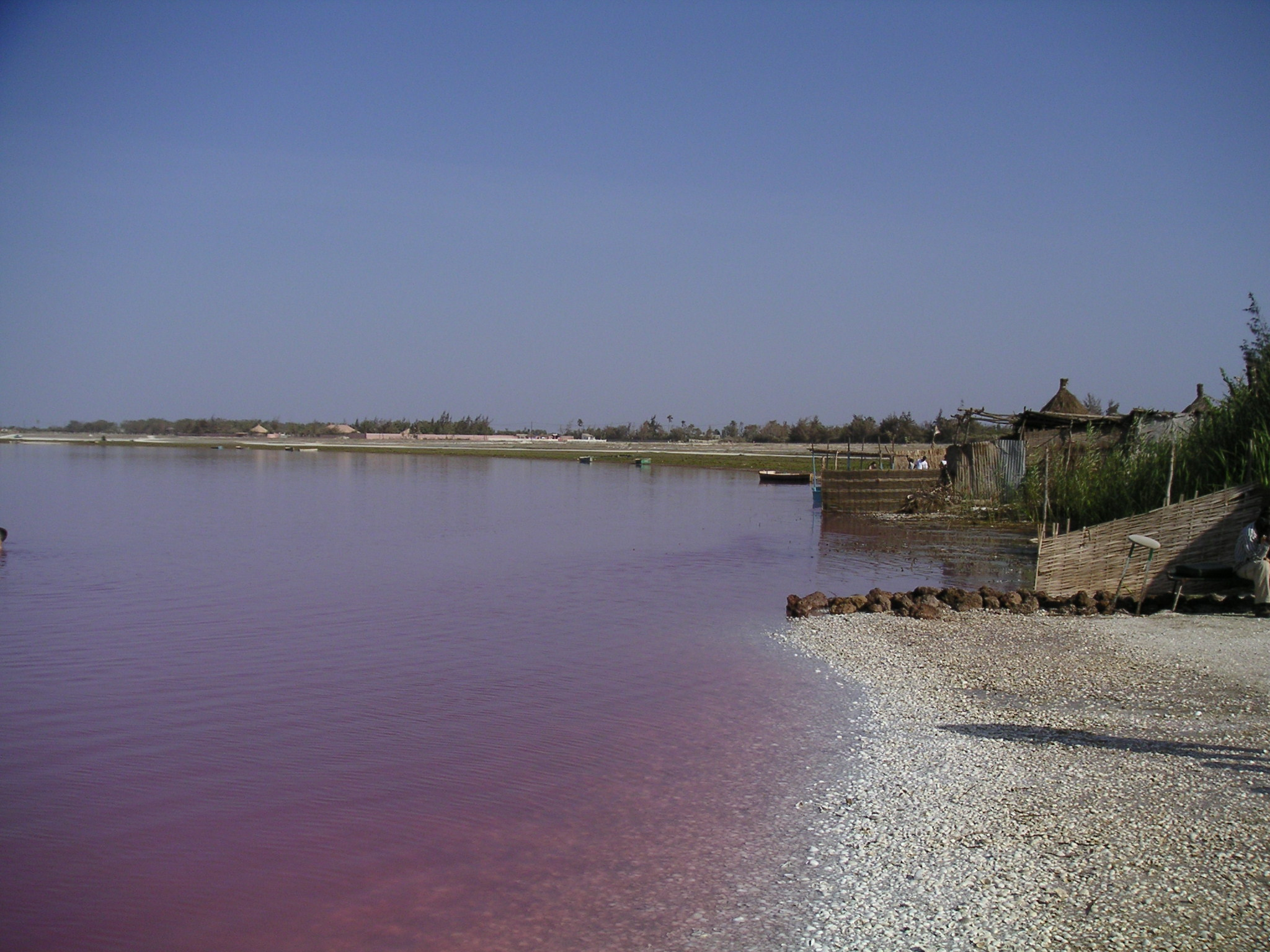
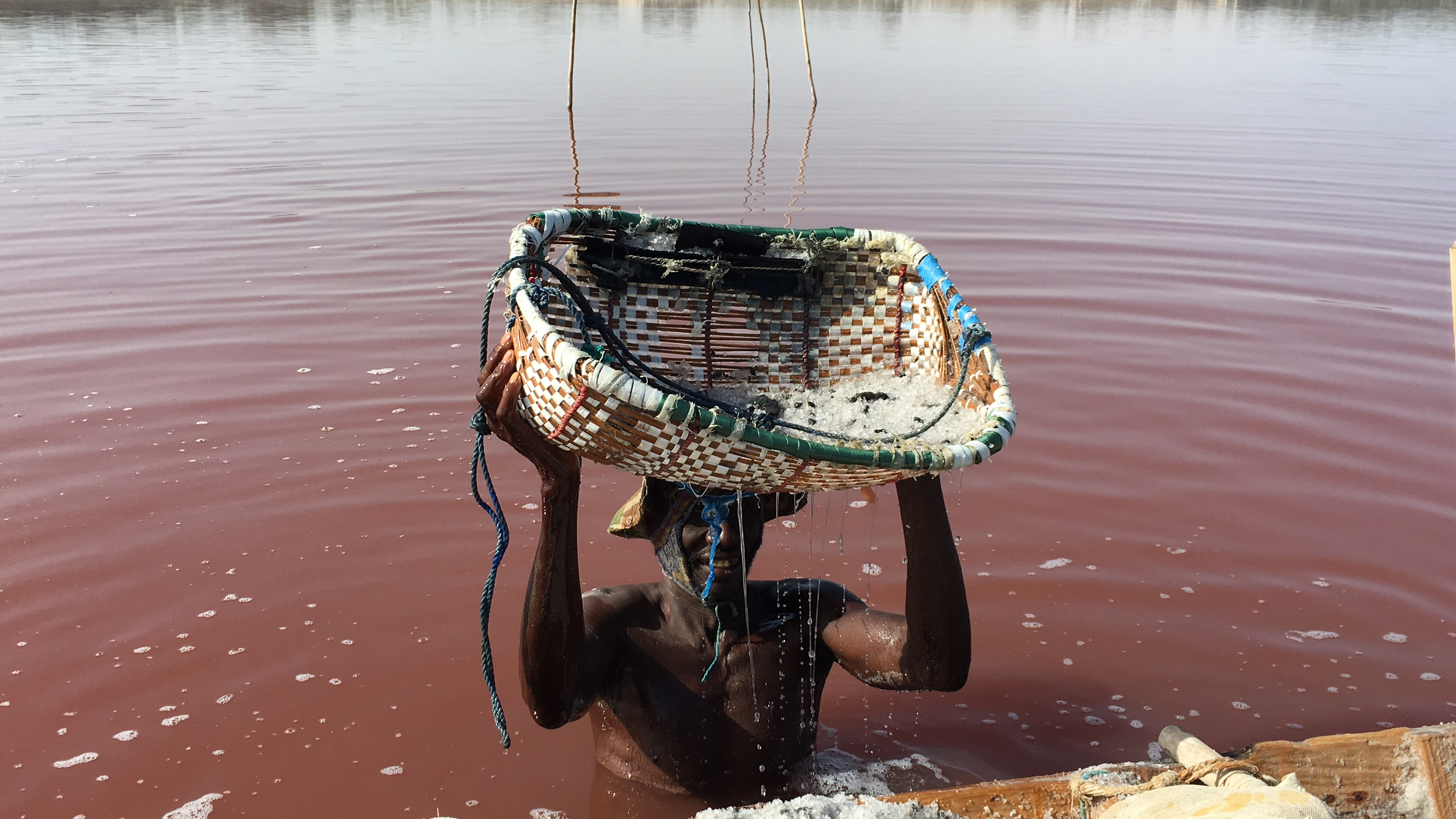
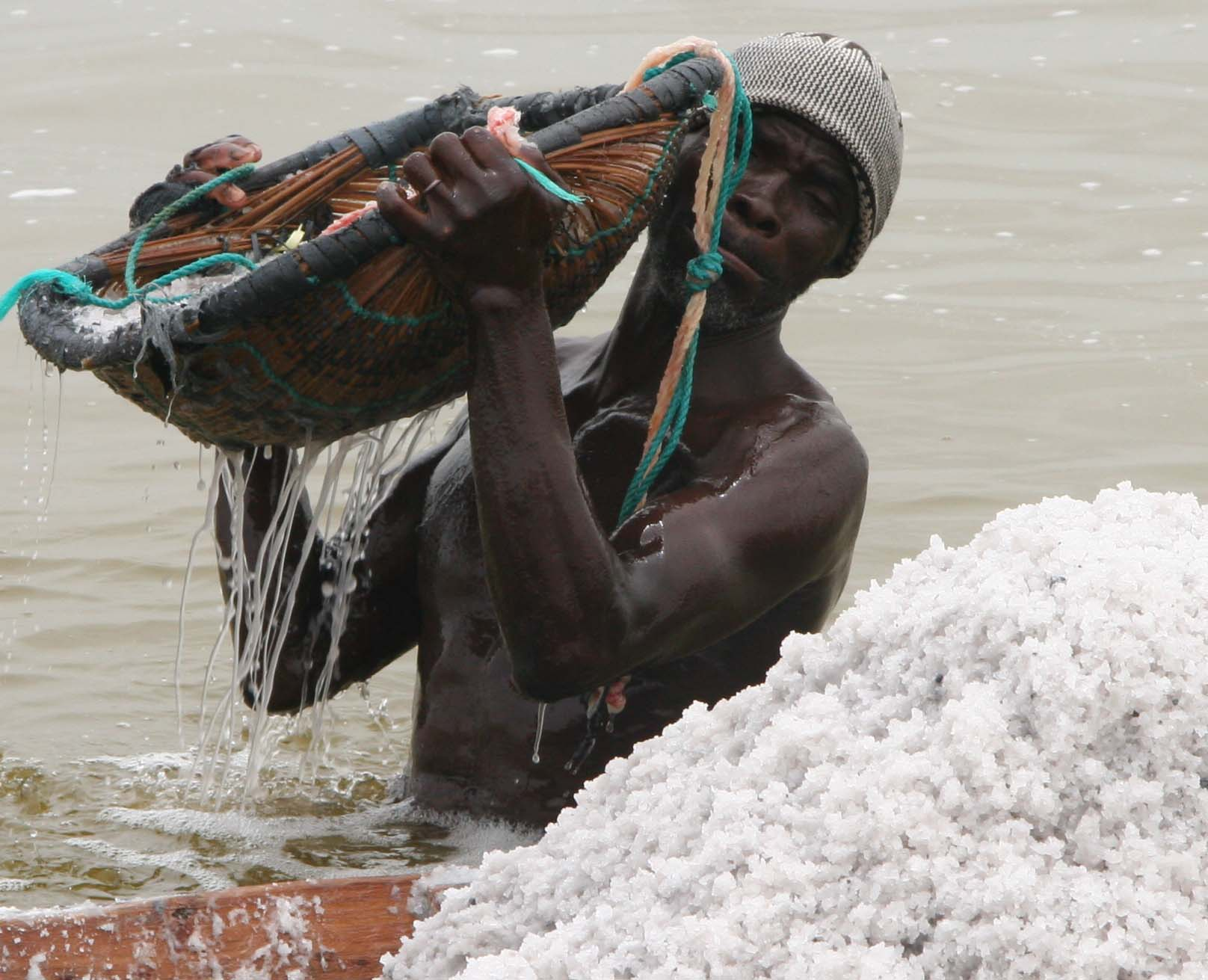